# Gaston Dumont
Gaston Dumont (* 24. Dezember 1932 in Leudelingen; † 21. Mai 1978) war ein luxemburgischer Radrennfahrer.

## Sportliche Laufbahn
Dumont war im Straßenradsport aktiv und Teilnehmer der Olympischen Sommerspiele 1956 in Melbourne. Er war der einzige Teilnehmer Luxemburgs im Radsport. Das olympische Straßenrennen beendete er nicht. 1955 gewann er die nationale Meisterschaft im Straßenrennen der Amateure. 1956 gewann er den Grand Prix François Faber, der damals als Eintagesrennen ausgetragen wurde.
Bei den Straßenradsport-Weltmeisterschaften wurde Dumont im Amateurrennen 1955 29. und 1957 58.